# Paul van Herck
Paul van Herck (Berchem, 19 mei 1938 – 19 juni 1989) was een Belgisch schrijver van sciencefictionboeken en hoorspelen.

## Hoorspelen
Paul van Herck werd geboren in Berchem, sinds 1983 een deel van Antwerpen. Hij was onderwijzer Nederlands en Frans. Hij maakte zijn debuut met het schrijven van SF-hoorspelen voor de BRT maar is het bekendst van zijn hoorspelen voor de TROS, waarvan zijn serie over ruimteverslaggever Matt Meldon het bekendst is. NASA-astronaut en verslaggever Matt Meldon beleeft hierin vele ruimte-avonturen. In het eerste deel, Apollo XXI - Het Maanmysterie, onderzoekt hij een maanlanding; in De Gesluierde Planeet reist hij naar Venus; in De Tunnel der Duisternis onderzoekt hij een vreemd artefact; in Prometeus XIII landt hij met het ruimtevaartuig Prometheus XIII op Mars en in De blauwe zaden vindt hij een vreemde steen met inscripties in zijn tuin. De stem van Matt Meldon werd ingesproken door Bert Dijkstra.

## Verhalen
Naast zijn hoorspelen schreef hij enkele romans en vele tientallen verhalen. Enkele werken van Paul van Herck werden vertaald: in het Frans verschenen Cresudi dernier ? (Sam, of de Pluterdag) en Caroline oh ! Caroline (Caroline O Caroline). Sam, of de Pluterdag werd ook vertaald in het Spaans (¿Dónde Estabas el Pasado Pluterday?), het Duits (Framstag Sam) en in het Engels (Where were you last Pluterday). In 1972 won het boek de eerste prijs op de Europese Sciencefictionconventie in het Italiaanse Triëst.
Van Hercks verhalen vallen op door zijn verbeelding en zijn aparte, soms wat macabere, gevoel voor humor. Ook zijn vakkennis wordt geroemd: in zijn verhaal Mijn Vriend DX5 gebruikt hij de in de jaren 60 populaire missing-link-theorie om de herkomst van de mens te verklaren. Hierin voert hij buitenaardse wezens op, die in een ver verleden androïde robots op Aarde achterlieten die zich uiteindelijk ontwikkelen tot de huidige mensen, die niet weten dat ze kunstmatig geconstrueerde wezens zijn.

### Bundel
- 1965 - De cirkels en andere fantastische verhalen

1. De cirkels (eigenlijk de uitgave van een hoorspel)
2. Depannage
3. Dorpsgek
4. Feestmaal
5. Hallo
6. De kinderrevolutie
7. M. Lawson
8. Mijn vriend DX 5
9. Paranoia
10. Polsuurwerk
11. Regen
12. Theorie

### Romans
- 1968 - Sam, of de Pluterdag (M=SF 14)
- 1973 - Apollo XXI
- 1976 - Caroline O Caroline (in het Frans verschenen)

### Verhalen
- 1965 - Het project Bonaparte
- 1967 - Hula's koteletten
- 1967 - Vuilnis
- 1968 - De spiegel
- 1968 - Sam en de uitgever
- 1968 - Schaapjes
- 1968 - Twee voor twaalf
- 1969 - De wind
- 1969 - Finish
- 1970 - Iets over vuiligheid
- 1970 - Kwota rood vier
- 1971 - Het Leland experiment
- 1971 - Instantvisie
- 1971 - Primeur
- 1972 - Cijfer, cijfer, cijfer, cijfer
- 1973 - Carol
- 1973 - De laatste
- 1973 - Mont Noir
- 1974 - Katalysator
- 1974 - Twark
- 1975 - 20 miljard dollar... naar de maan
- 1975 - Dreyfus
- 1975 - Het mannetje
- 1975 - Notker van Luik
- 1975 - Parallel
- 1977 - Tequila
- 1978 - Een wilde rukwind
- 1978 - Ouwe
- 1978 - Tweede leven
- 1979 - Amerika
- 1979 - Sol 3 (opgenomen in Ganymedes 4)
- 1984 - Phil, of het VIde continent
- 1986 - De spin met de tien poten
- 1987 - De tijdmachine
- 1988 - Lampen

### Hoorspelen
- Matt Meldon-cyclus

1. 1970 - Apollo XXI - Het maanmysterie
2. 1970 - De gesluierde planeet
3. 1971 - Tunnel der duisternis
4. 1973 - Prometheus XIII
5. 1976 - De blauwe zaden

- 1980 - Het zesde continent
- 1970 - Het fatale uur van Mister Lawson
- 1974 - De tijdmachine
- 1969 - De gemeenschappelijke factor
- 1969 - Een kwestie van vingerafdrukken

### Stripboeken (scenario)
- Historische Verhalen

1. 1974 - Het vaandel met het rode kruis
2. 1976 - Spartacus
3. 1984 - De slag bij Verdun
4. 1985 - Het pistool van Syd
5. 1985 - Het laatste oorlogspad
6. 1986 - De doden van Borgerhout
7. 1986 - Pasteur: kwakzalver of geleerde?